# Comunas de Medellín
El área urbana de Medellín se divide en seis zonas, que a su vez se subdividen en comunas, para un total de dieciséis. Estas zonas no tienen valor jurídico o territorial y se utilizan únicamente como referentes espaciales para agrupar las comunas según su ubicación dentro de la ciudad.
Aunque Medellín fue elevada a la categoría de distrito especial, la Alcaldía de Medellín optó por conservar la división por comunas en lugar de adoptar el modelo de localidades. Esta decisión dejó abierta la posibilidad de crear nuevas comunas en el futuro.
Las comunas se subdividen en barrios y áreas institucionales. La ciudad cuenta con 275 barrios oficiales y 20 áreas institucionales. Estas últimas corresponden a grandes sectores que, aunque comparten características urbanas con los barrios, no cuentan con población residente permanente ni viviendas. Un ejemplo de ello son los campus universitarios.
La zona rural del municipio se organiza en cinco corregimientos, los cuales a su vez se dividen en veredas. Entre ellos, San Antonio de Prado y San Cristóbal se destacan como los corregimientos más poblados de Colombia, con más de treinta mil habitantes cada uno.
Tal como puede observarse en el diagrama territorial de la ciudad, Medellín está estructurada siguiendo el curso del río Medellín, que la recorre en sentido sur–norte.

## Zona 1 - Nororiental
La zona 1 Nororiental de Medellín es una de las seis zonas referenciales que integran el distrito de Medellín. Está compuesta por las comunas 1 Popular, 2 Santa Cruz, 3 Manrique y 4 Aranjuez.

### Comuna 4 Aranjuez

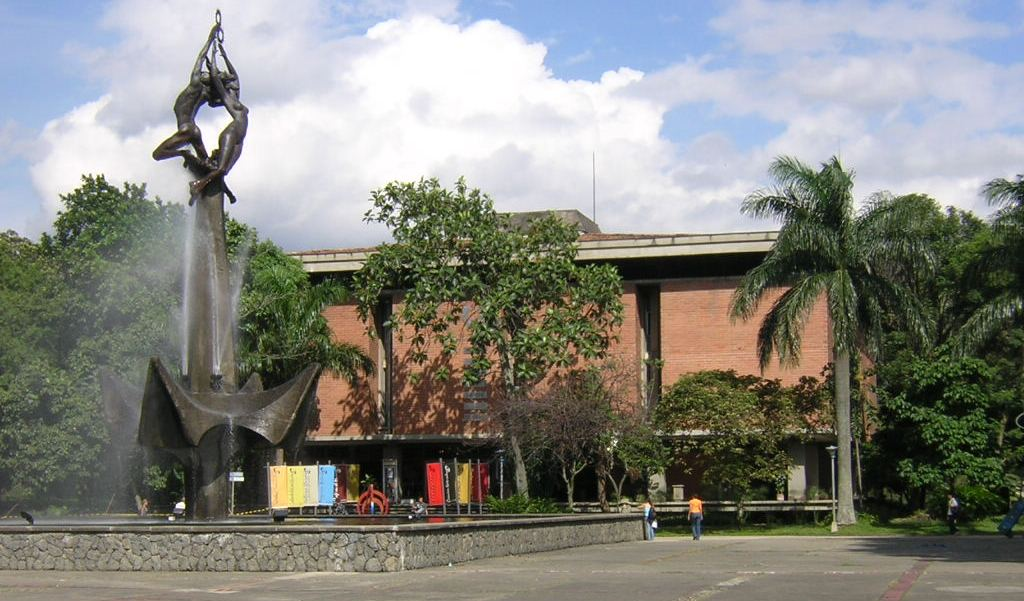
La Ciudad Universitaria, un área institucional dentro de la comuna Aranjuez.

### Comuna 1 Popular

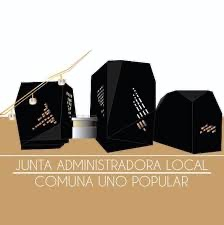
Logo de la Junta Administradora Local de la Comuna Uno Popular.

La comuna 1 Popular es una de las 16 comunas de Medellín. Está ubicada en la zona 1 nororiental del distrito. Su extensión total es de 3,0991 km² (309,9 ha). Según la proyección poblacional de 2021, cuenta con 145 235 habitantes.
Limita por el norte con el barrio Santa Rita del municipio de Bello; por el este, con el corregimiento de Santa Elena; por el sur, con los barrios María Cano Carambolas, San José la Cima y La Salle de la comuna 3 Manrique; y por el oeste, con los barrios Moscú n.º 1, Villa del Socorro, La Francia y La Isla, pertenecientes a la comuna 2 Santa Cruz.
Según el Departamento Administrativo de Planeación Municipal, la comuna 1 Popular presenta una división políticoadministrativa que incluye 12 barrios.
Según el Departamento Administrativo de Planeación Municipal, la comuna 1 Popular presenta una división políticoadministrativa que incluye doce barrios.
El sector Popular incluye terrenos con inclinaciones donde habita la mayor parte de su población. Los barrios Santo Domingo Savio n.º 1 y n.º 2, La Avanzada, Carpinelo y La Esperanza n.º 2 están localizados en zonas con pendientes que superan el 40 %. Además, El Popular, Granizal y algunas áreas de Villa Guadalupe se encuentran en pendientes que oscilan entre el 25 % y el 40 %. Existen sectores dentro de la comuna donde las pendientes alcanzan más del 60 %, situándose por encima de los límites urbanos, lo que las hace inadecuadas para la edificación de cualquier unidad habitacional.
Este territorio alberga las quebradas: La Seca o Cañada Negra, La Herrera o Granizal, Carevieja o Villa Guadalupe, y El Zancudo, así como El Aguacatillo y Chorro Oscuro 2. Estos cursos de agua fluyen por cañones muy profundos, cuyas orillas han sido casi completamente ocupadas por construcciones informales. La razón de esta ocupación radica en la escasez de terrenos aptos para el desarrollo urbano y en el bajo costo que ofrecen estas áreas, que han sido testigos de desastres por inundaciones durante las temporadas de lluvia.
La comuna 1 Popular exhibe una red vial que no ha sido adecuadamente planificada, lo que resulta en un sistema discontinuo y caótico que complica la movilidad en la zona. Los principales ejes viales de la comuna son la carrera 39, la carrera 42B, la carrera 46 y la calle 107B. En términos de transporte, la comuna 1 Popular dispone de la línea K del Metrocable de Medellín, así como de rutas alimentadoras y transporte público.
En la comuna 1, el equipamiento cultural se compone de varios elementos significativos, tales como el cerro Santo Domingo, la Casa de Piedra, que es un sitio arqueológico; el cerro las Brisas de Oriente, el morro de La Cruz, y diversos parques, incluyendo el parque La Cruz, el parque lineal quebrada La Herrera, el parque Biblioteca España, el parque Villa de Guadalupe, el parque Ajedrez y el parque de El Compromiso. Asimismo, se encuentra la nueva Unidad de Vida Articulada—UVA— de La Esperanza, que cumple funciones educativas y culturales.

### Comuna 2 Santa Cruz
La Comuna 2 Santa Cruz es una de las 16 comunas de la ciudad de Medellín. Está localizada en la zona 1 nororiental de la ciudad. Su extensión total es de 2,1952 km² (219,5 ha). Se considera que esta área es la más densamente poblada de la ciudad, con una densidad de 502 personas por hectárea. La población total a 2015 era de 110 202 habitantes, de los cuales el 52.93 % eran mujeres y el 47.06 % eran hombres, lo que representaba el 4.58 % de la población total de la ciudad. Limita al norte con el municipio de Bello, a través de la quebrada Negra o Seca; al oeste, el río Medellín define los límites con los barrios Toscana, Héctor Abad Gómez y Belálcazar de la comuna 5 Castilla; al sur, se encuentra la comuna 4 Aranjuez, específicamente con los barrios Palermo, San Isidro y Berlín, donde la quebrada La Rosa establece un límite natural; y al occidente, limita con la comuna 1 Popular en los barrios Villa Guadalupe, Moscú n.º 2, Granizal y Popular.
Según la organización políticoadministrativa, esta comuna está constituida por 11 barrios y es administrada por 13 Juntas de Acción Comunal. La estructura de la comuna se divide en tres franjas, resultado de los procesos de construcción de identidad cultural y social del territorio, así como de las dinámicas organizativas que se desarrollan en ella.

## Zona 2 - Noroccidental
La zona 2 Noroccidental de Medellín agrupa las comunas 5 Castilla, 6 Doce de Octubre y 7 Robledo. Este sector presenta una fuerte consolidación urbana en zonas de ladera, resultado de procesos de poblamiento iniciados en la primera mitad del siglo XX, en muchos casos asociados a desplazamientos poblacionales, urbanización espontánea y desarrollo industrial periférico.

### Comuna 5 Castilla
La conformación de Castilla comenzó a perfilarse en la década de 1930, y su poblamiento se extendió hasta la década de 1960.
Se desarrolló como un proyecto de expansión urbana desde la década de 1930, y se consolidó como núcleo de un sector donde se ubican empresas de importancia como Colanta, Coca-Cola, Parmalat, Zenú, Coltejer, Everfit y Fabricato. También alberga la nueva sede de la Fiscalía General de la Nación, la Terminal del Norte, el puente Punto Cero, Castipan y el centro comercial Caribe.
Castilla está habitada mayoritariamente por población de clase media (estrato 4) en las zonas más bajas, y clase media trabajadora (estrato 3) en las más altas. Cuenta con vías principales como la Autopista Norte y la carrera 65, que permiten una conexión rápida con el centro de la ciudad. El sector posee una red hospitalaria destacada, integrada por el Hospital La María, el Hospital de Castilla y, en las cercanías, el Hospital Pablo Tobón Uribe.
Entre sus zonas recreativas se encuentran el parque Juanes y la unidad deportiva José René Higuita, que alberga la única cancha de rugby con medidas reglamentarias de Latinoamérica. También se localizan allí la sede del tránsito municipal, la Feria de Ganados, el ITM de Castilla y el punto de atención Más Cerca. El sector cuenta con presencia de entidades financieras como Confiar, Bancamía, Cooperativa Financiera John F. Kennedy, Banco Caja Social y Banco de Bogotá, así como supermercados como Consumo.
Castilla incluye varios barrios que conforman su estructura urbana: Belalcázar, Tricentenario, Toscana, Tejelo, Girardot, Alfonso López, Boyacá, Las Brisas, Francisco Antonio Zea y Florencia.

### Comuna 6 Doce de Octubre
El poblamiento del sector se inició en la década de 1930 en la zona de El Picacho, con asentamientos dispersos accesibles desde la carretera al mar. A partir de la década de 1950 se intensificó la urbanización.

### Comuna 7 Robledo

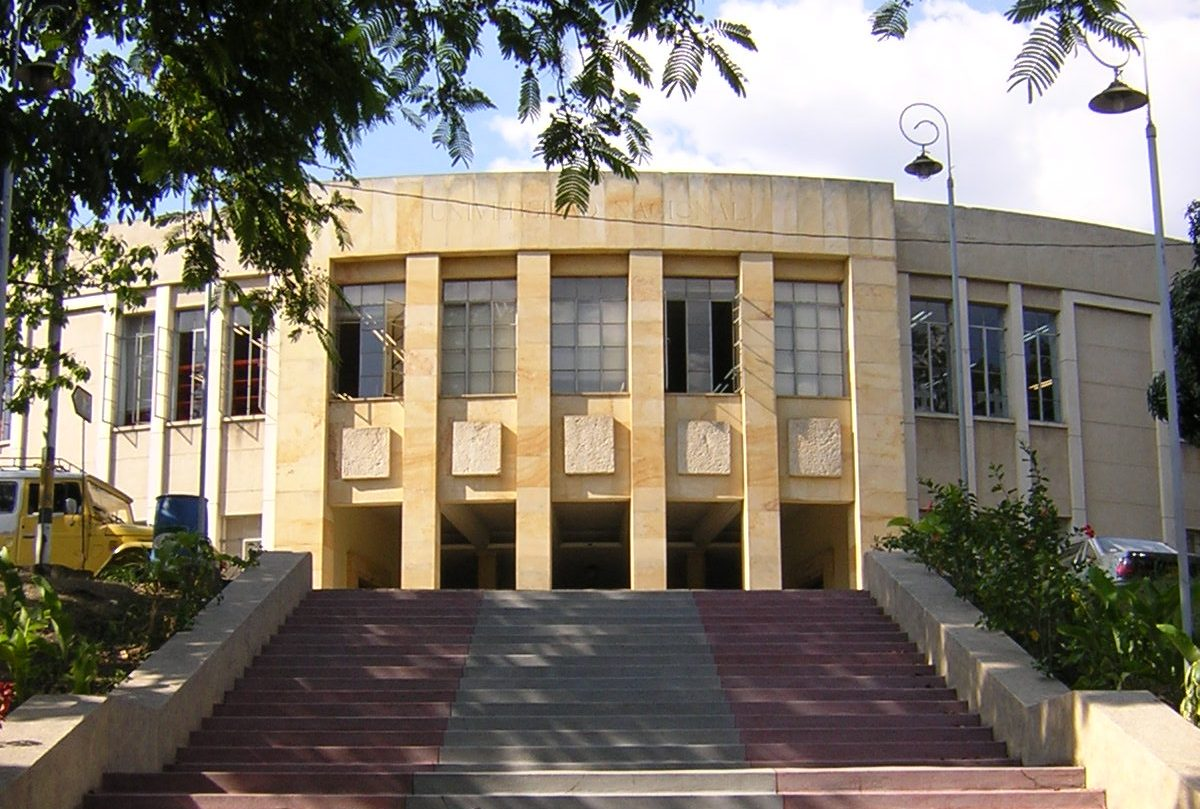
Facultad de Minas, U.N. Bloque M5

Robledo fue corregimiento de Medellín hasta 1938. Su poblamiento comenzó en la década de 1950 como parte del proceso de expansión urbana. En esta comuna se encuentra el Cerro El Volador, uno de los principales espacios naturales de la ciudad.
Antiguamente de carácter rural, Robledo presenta hoy una combinación de sectores populares y de clase media, con presencia significativa de infraestructura educativa y de salud. Allí se localizan instituciones como el Tecnológico de Antioquia, la Facultad de Minas de la Universidad Nacional de Colombia, la Universidad Santo Tomás, la Ciudadela Robledo de la Universidad de Antioquia, el Colegio Mayor de Antioquia, la Institución Universitaria ESUMER, el Instituto Tecnológico Metropolitano, la Institución Universitaria Pascual Bravo y la Facultad de Medicina de la Universidad Pontificia Bolivariana.
El Cerro El Volador constituye su principal atractivo natural y turístico. Es el ecoparque más extenso de Medellín, además de ser reserva ecológica y arqueológica, con alto valor ambiental y cultural.

## Zona 3 - Centro oriental
Hasta aproximadamente 1900, el poblamiento de este sector se concentraba principalmente en las salidas del sitio de Aná, más que en el centro urbano como tal. Entre las rutas destacadas estaban el camellón de La Asomadera, que conducía al cerro homónimo; el camino hacia El Cuchillón; la ruta hacia Rionegro, que daría lugar al barrio Buenos Aires; y el trayecto hacia Barbosa. Estas vías estaban bordeadas por viviendas de tamaño modesto.
Se documentan asentamientos en las laderas del camino a Guarne, conocido como el callejón del Mico, así como en los alrededores del Cementerio de San Lorenzo, desde donde se expandieron sectores como Guanteros y La Asomadera. El eje de expansión en esta zona fue hacia el oriente, con el surgimiento de caseríos en los sectores de San José, La Candelaria y San Benito.
Los terrenos a lo largo del llamado camellón de Guanteros —posteriormente conocido como camellón de La Asomadera— fueron poblados mayoritariamente por personas de bajos recursos. Esta vía facilitaba la comunicación entre el valle y el sur del territorio. Por el lado oriental, la calle de Guarne tenía presencia habitacional hasta Enciso, donde se encontraba la finca La Ladera, propiedad de Vicente de Villa.
A medida que aumentaba la construcción de viviendas en torno a Niquitao y el camellón del Cementerio, fueron surgiendo barrios como Las Palmas, La Victoria, San Diego, Potosí y Colón, para quienes este camellón funcionaba como vía principal.
En la margen derecha de la quebrada Santa Elena, se establecieron casas de recreo que dieron origen al barrio Villa Nueva, mientras que el sector de Guayaquil —impulsado por la construcción de la plaza de mercado y la estación del ferrocarril— se consolidó como un nuevo centro comercial y social a comienzos del XX. Este sector, algo alejado del núcleo fundacional, se convirtió en punto de confluencia para distintas rutas de transporte, tanto férreas como carreteables, lo cual atrajo diversos servicios complementarios, como hoteles, cantinas, depósitos y tiendas.
El primer urbanizador reconocido del área fue Modesto Molina, quien en 1874 inició la venta de solares en lo que hoy es el barrio Buenos Aires, entonces una zona de fincas con guayabos y terrenos baldíos.

### Comuna 8 Villa Hermosa

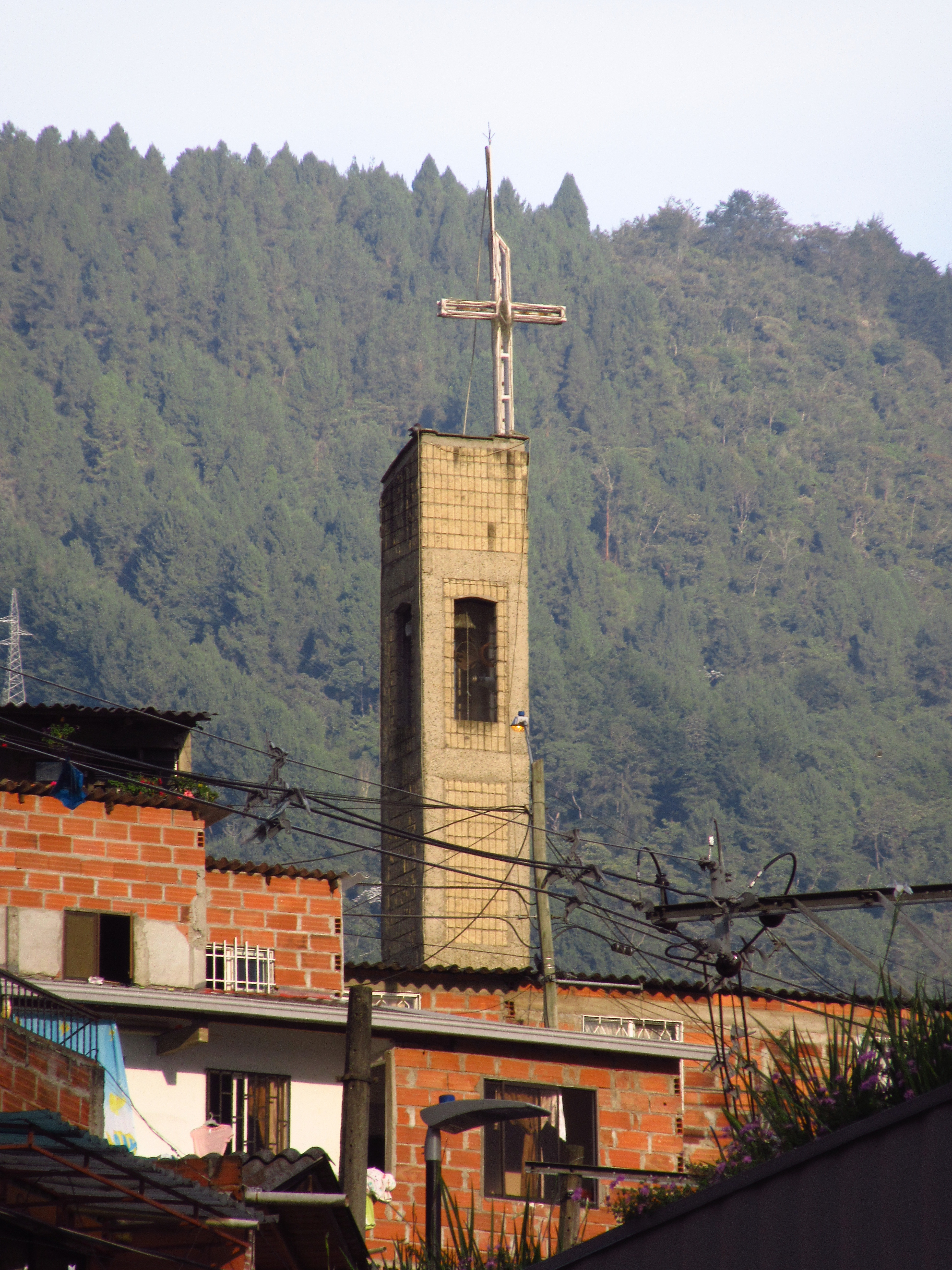
Torre de la iglesia Santa María de la Sierra, en el barrio La Sierra.

El proceso de poblamiento de Villa Hermosa se inició en la década de 1940, en un contexto urbano caracterizado por la adquisición de grandes fincas localizadas en las laderas cercanas al centro de la ciudad. Este modelo de expansión fue común en Medellín durante ese periodo.
Se destacan en la comuna las parroquias de San Miguel y La Sagrada Familia. Villa Hermosa tiene una extensión de 577,74 hectáreas y una densidad aproximada de 180 habitantes por hectárea. Su topografía está marcada por pendientes pronunciadas y una alta incidencia de deslizamientos. La comuna es atravesada de oriente a occidente por la quebrada Santa Elena.
Según el Anuario Estadístico de Medellín de 2005, la población ascendía a 104.450 habitantes, de los cuales el 67,2 % tenía menos de 39 años. De acuerdo con la Encuesta de Calidad de Vida del mismo año, el estrato predominante era el 2 (bajo), que concentraba el 38,5 % de las viviendas, seguido del estrato 1 (bajo-bajo), con el 30,3 %.

### Comuna 9 Buenos Aires

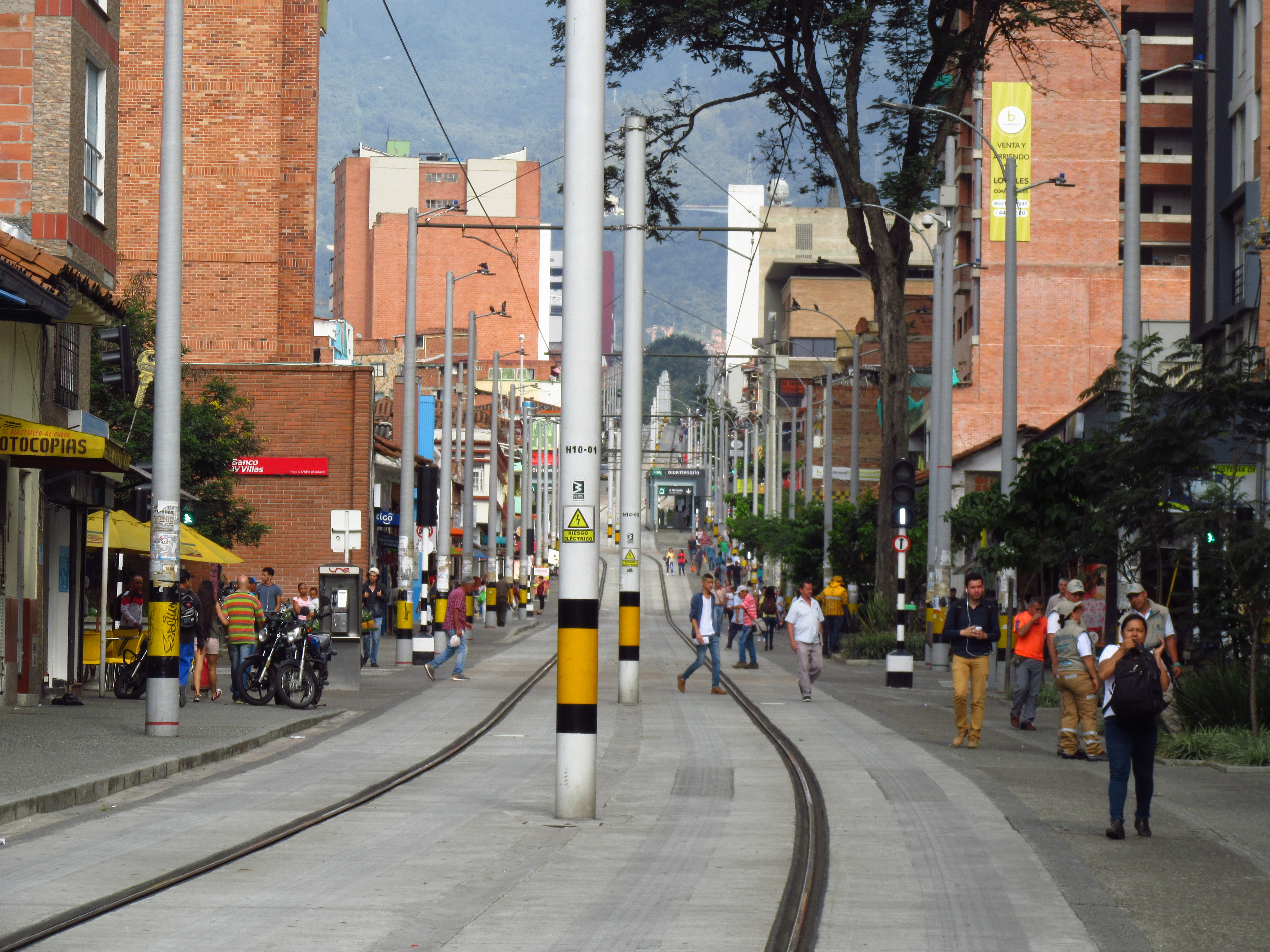
Vía de la Línea T-A del tranvía en la avenida Ayacucho.

La comuna 9 se desarrolló en torno a la tradicional calle 49 (avenida Ayacucho), eje central del sector.
Ubicada al oriente de la ciudad y próxima al centro, Buenos Aires es una de las zonas más tradicionales de Medellín. En ella se encuentran iglesias de estilo neogótico como la del Sagrado Corazón y la de La Milagrosa. Actualmente, es una zona predominantemente habitada por población de clase media trabajadora.
Con el paso del tiempo, la comuna se expandió hacia sectores como Loreto y La Esmeralda. El barrio Miraflores, por su parte, fue antiguamente zona de residencia de familias acomodadas, con mansiones de arquitectura destacada, algunas de las cuales aún se conservan.
Históricamente, Buenos Aires fue la salida principal de la ciudad hacia el Oriente antioqueño, función que cumplió hasta la década de 1960. Sus calles aún conectan con el corregimiento de Santa Elena y permiten el acceso al municipio de Rionegro.

### Comuna 10 La Candelaria

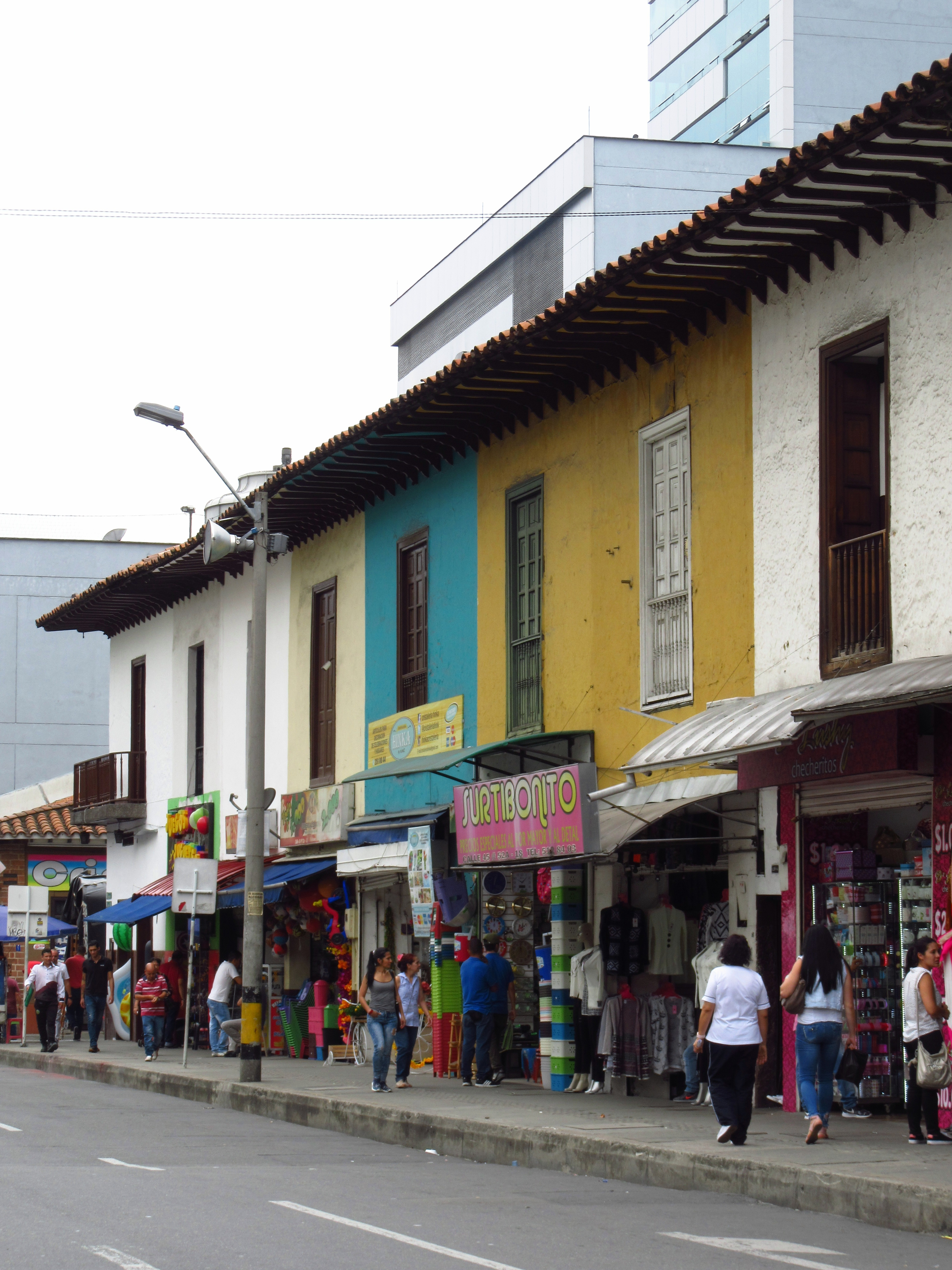
Casas tradicionales en el centro de la ciudad.

La comuna 10 corresponde al centro histórico y administrativo de la ciudad. En su territorio se concentran múltiples edificios y espacios de valor patrimonial, cultural, político y religioso.
Engloba barrios como Prado, Boston, San Benito y San Diego. En esta comuna se ubican iglesias tradicionales como la catedral metropolitana, La Veracruz y La Candelaria, esta última ubicada en el parque Berrío, del cual toma su nombre la comuna.
El barrio Prado fue el primer sector residencial de las clases altas antioqueñas. Aún conserva un conjunto importante de mansiones con diversos estilos arquitectónicos, reconocidas como parte fundamental del patrimonio urbano de Medellín.

## Zona 4 - Centro occidental
Desde 1869, el caserío conocido como La Granja cambió su nombre por el de La América. Esta fracción se desarrolló en las márgenes de la quebrada Ana Díaz, que durante mucho tiempo fue su principal fuente de agua. Eclesiásticamente, pertenecía a la parroquia de Belén.
Al igual que Belén y Robledo, La América fue corregimiento de Medellín hasta 1938. En esa época, sus veredas incluían San Javier, La Puerta, La Loma y El Corazón. En el extremo occidental, hacia las laderas de las montañas, la vereda El Corazón se transformó en un caserío con pequeños aparceros en su parte baja.
El poblamiento inicial tuvo un marcado carácter rural, con una red de caminos y una comunidad compuesta mayoritariamente por campesinos provenientes del occidente, suroeste y oriente de Antioquia. Este proceso dio origen a barrios como Belencito (Villa Laura), Betania y El Salado, estos dos últimos registrados como «invasiones tempranas» en Medellín hacia 1910.
En 1908, el crecimiento de la población en la fracción de La América —hoy San Juan— impulsó el proceso de urbanización en la banda occidental del río Medellín. Para 1918, la población era de 5.062 habitantes, muchos de ellos obreros que se desplazaban hacia Guayaquil y el centro de la ciudad por medio del tranvía, cuya línea hacia La América se inauguró en 1921. Tanto los caminos como la línea del tranvía fueron determinantes para facilitar los desplazamientos de los primeros pobladores y consolidar el desarrollo urbano del sector.

### Comuna 11 Laureles–Estadio

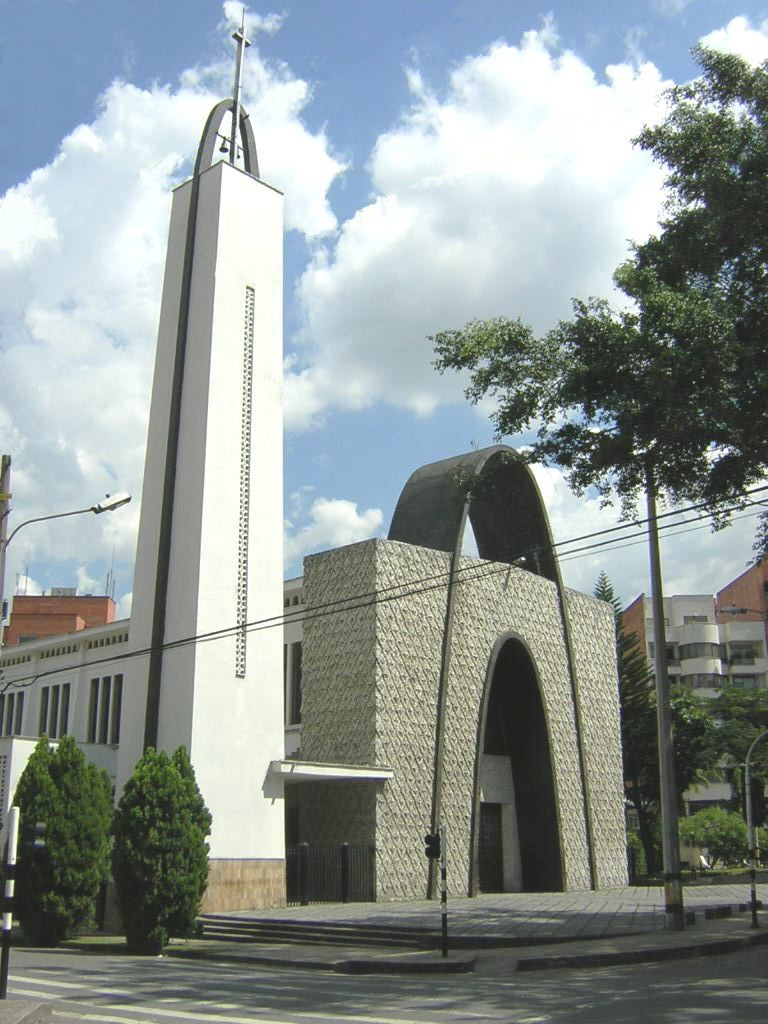
Iglesia de Santa Teresita, en Laureles.

El barrio Laureles fue diseñado en la década de 1930 por el ingeniero y artista Pedro Nel Gómez, como la primera expansión planificada de la ciudad hacia el occidente del río Medellín. El diseño urbano del sector presenta un trazado radial, a diferencia del trazado ortogonal tradicional del resto de la ciudad.
La comuna incluye barrios de clase media alta, como Conquistadores, Las Acacias y La Castellana. En su territorio se encuentran el estadio Atanasio Girardot, la tradicional carrera 70 y el campus principal de la Universidad Pontificia Bolivariana.
El Segundo Parque de Laureles y la estructura radial en torno a este y la universidad constituyen una singularidad urbanística dentro de la ciudad. Desde la década de 1980, el sector ha experimentado un crecimiento vertical sostenido.

### Comuna 12 La América

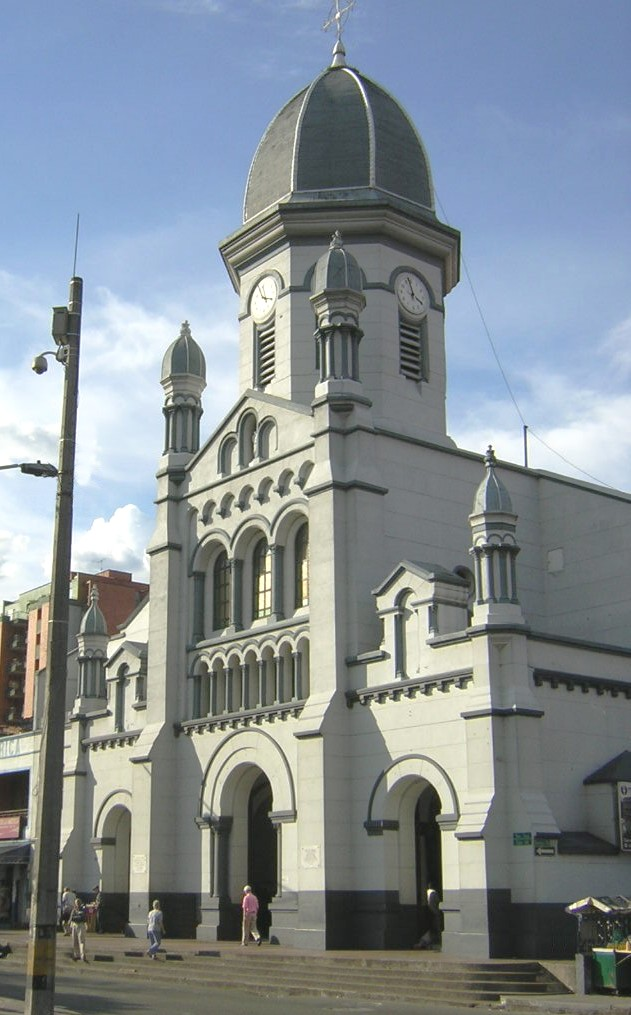
Iglesia de Nuestra Señora de los Dolores, barrio La América.

La comuna tomó su nombre en conmemoración de los 400 años de la colonización de América. Fue corregimiento de Medellín hasta 1938, y su urbanización comenzó con la construcción de la iglesia Nuestra Señora de los Dolores y la apertura de la carretera a La América (hoy avenida San Juan).
Antiguamente comprendía gran parte del occidente del río Medellín, incluyendo sectores que posteriormente fueron absorbidos por Laureles. Hoy conserva una dinámica comercial y residencial significativa, con barrios tradicionales como La Floresta, La América, Niza y El Danubio, y otros como Calasanz, Santa Mónica, Simón Bolívar y Santa Lucía. Su población corresponde, en su mayoría, a estratos de clase media.

### Comuna 13 San Javier
La comuna 13 se consolidó principalmente a partir de procesos de urbanización informal asociados al desplazamiento de población durante el conflicto armado en Colombia, especialmente en la segunda mitad del XX. Aunque enfrenta retos relacionados con pobreza, planificación urbana y seguridad, también cuenta con sectores organizados y en proceso de transformación.
Está conformada por barrios como San Javier n.º 1, San Javier n.º 2, Belencito, El Corazón, Betania, El Socorro, El Salado, Blanquizal, 20 de Julio, El Pesebre, Santa Rosa de Lima, Juan XXIII, Metropolitano, Los Alcázares, La Pradera, Antonio Nariño, Eduardo Santos, Las Independencias y Nuevos Conquistadores.
La comuna dispone de una estación del Metro de Medellín, así como de una línea de metrocable, lo cual ha mejorado la conectividad de sus habitantes. Su sector central se ha convertido en zona de interés para el desarrollo urbano, mientras que algunos barrios altos presentan condiciones de vulnerabilidad.
En 2002, fue escenario de la Operación Orión, un operativo militar de gran impacto nacional. Limita con el corregimiento de San Cristóbal.

## Zona 5 - Suroriental
La zona 5 Suroriental está conformada por la comuna 14 El Poblado, localizada en el extremo suroriental del valle de Aburrá. Limita al norte con la comuna 10 La Candelaria, al occidente con la comuna 15 Guayabal, al sur con el municipio de Envigado, y al oriente con el corregimiento de Santa Elena.

### Comuna 14 El Poblado

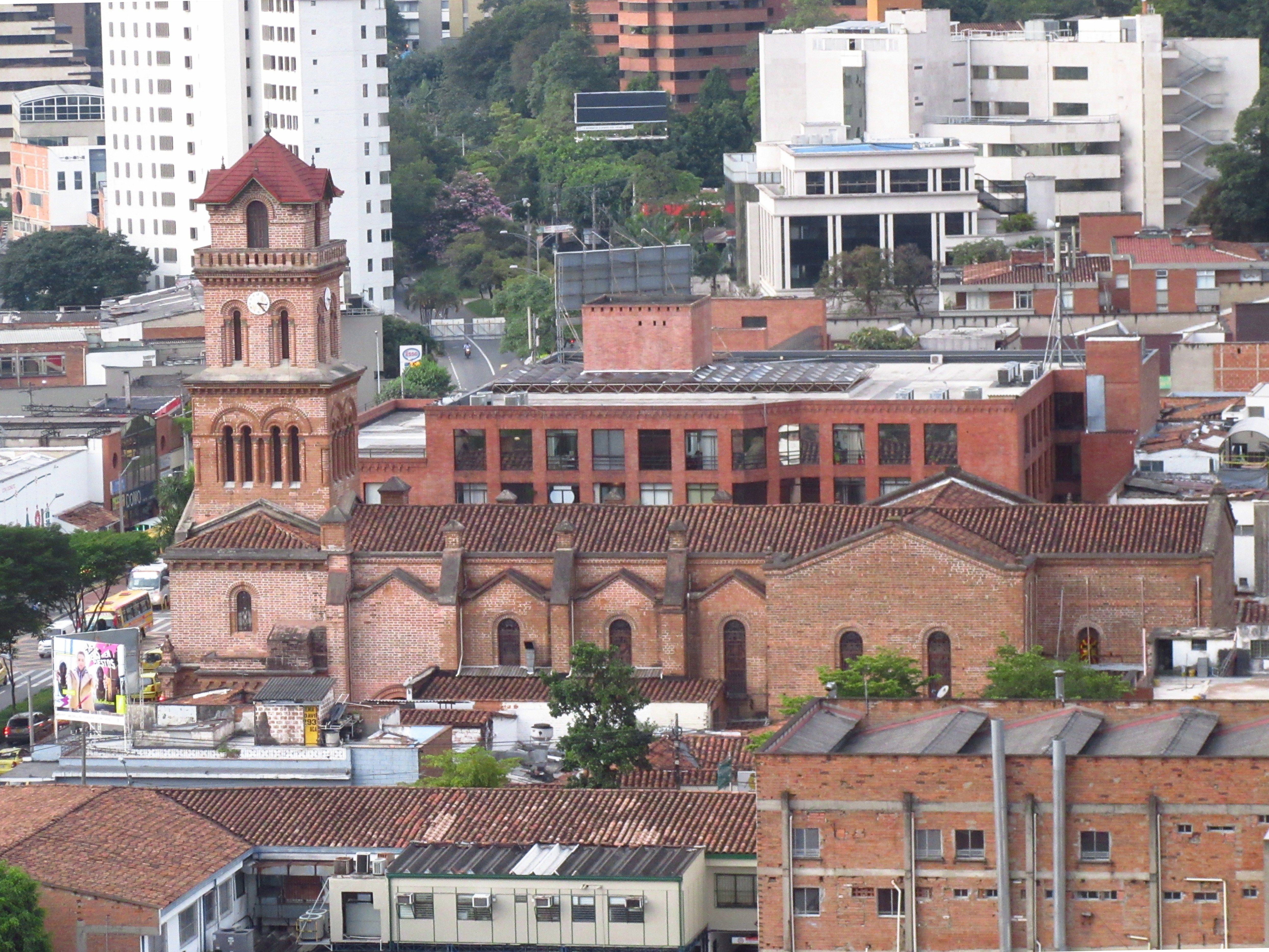
Iglesia de San José en El Poblado.

El Poblado fue uno de los primeros sectores del valle de Aburrá en registrar asentamiento hispánico, ya que en su territorio se fundó la villa de San Lorenzo el 2 de marzo de 1616. Esta fundación, promovida por Francisco de Herrera y Campuzano, fue posteriormente trasladada al sitio actual del centro de Medellín, donde se consolidó como la Villa de Nuestra Señora de la Candelaria de Medellín.
Hasta mediados del XX, El Poblado mantuvo un carácter rural, con predominio de fincas de recreo y pequeñas explotaciones agrícolas. Su urbanización comenzó en la década de 1950, impulsada por la construcción de vías como la avenida El Poblado, y se intensificó con el desarrollo de urbanizaciones cerradas y edificios residenciales en la parte alta del sector.
Actualmente, El Poblado es considerado el principal centro financiero y hotelero de la ciudad. Alberga numerosas sedes corporativas, centros comerciales, clínicas privadas, instituciones educativas y zonas de entretenimiento. El barrio Milla de Oro se destaca como eje comercial y bancario, mientras que la Loma del Indio, la transversal Inferior, la Superior y Las Palmas concentran una parte importante del desarrollo inmobiliario de estratos altos.
Entre los espacios notables se encuentran el Parque Lleras, el Parque de El Poblado, la zona comercial de Provenza y centros de educación superior como EAFIT, CESA, CES y Universidad CES.
Según la Encuesta de Calidad de Vida de 2005, el 95 % de sus viviendas pertenecen a los estratos 5 y 6, lo cual la convierte en la comuna con mayores indicadores socioeconómicos de la ciudad. Sin embargo, en su parte alta también existen asentamientos informales y sectores con condiciones de vulnerabilidad.
El territorio de El Poblado abarca una amplia extensión de laderas, quebradas y reservas ambientales, lo que ha generado tensiones entre el desarrollo urbano y la conservación ecológica. Entre las principales reservas se encuentran la quebrada La Presidenta, el cerro Nutibara (en sus límites) y el parque Lineal La Frontera.

## Zona 6 - Suroccidental
La zona 6 Suroccidental agrupa las comunas 15 Guayabal y 16 Belén. Esta zona presenta una combinación de áreas residenciales, industriales y de servicios, con importantes corredores de transporte que la conectan con el centro y el sur del valle de Aburrá. Históricamente, ambos territorios formaron parte de la región conocida como Otrabanda, ubicada al occidente del río Medellín.

### Comuna 15 Guayabal

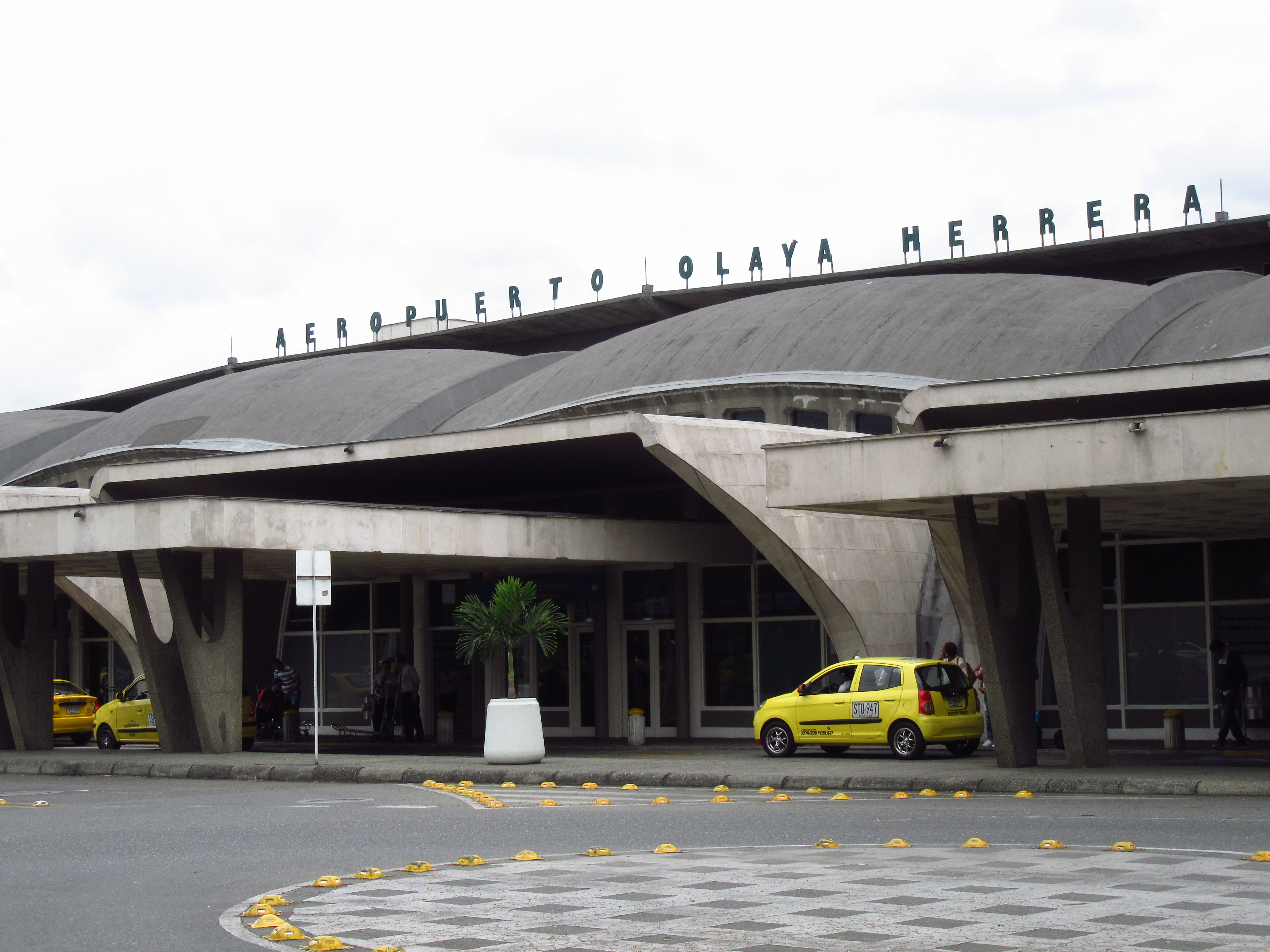
El aeropuerto Olaya Herrera presta servicio aéreo regional y nacional.

El poblamiento de Guayabal se remonta a la época colonial, cuando existían haciendas ganaderas y caminos que conectaban el sur del valle con el centro de Medellín. Durante el siglo XX, la comuna se consolidó como un eje industrial, en torno a la avenida Guayabal y al cruce ferroviario que la conecta con Itagüí y Envigado.
Actualmente, Guayabal presenta una combinación de zonas industriales, espacios verdes y barrios residenciales de clase media y popular. Entre sus principales referentes urbanos se encuentran el Zoológico Santa Fe, el aeroparque Juan Pablo II y el aeropuerto Olaya Herrera, declarado monumento nacional en 1995.
El sector está cruzado por importantes vías como la avenida Guayabal, la autopista Regional y la calle 10. Estas arterias viales facilitan el acceso al aeropuerto y a las comunas vecinas. En su territorio también se encuentra la estación Aguacatala del Metro de Medellín.
Los barrios más representativos de la comuna son Trinidad (también conocido como Barrio Antioquia), Santa Fe, Cristo Rey, Campo Amor, Guayabal y Belén Las Playas (aunque este último suele vincularse administrativamente con Belén).

### Comuna 16 Belén
La comuna 16 Belén cuenta con uno de los procesos de poblamiento más antiguos de Medellín. Desde la época colonial, la zona fue punto de paso entre el sur del valle de Aburrá y el centro de la ciudad, con presencia de caminos, capillas y asentamientos rurales.
Durante el siglo XX, Belén vivió un proceso de expansión urbana acelerado, primero en forma dispersa, luego con urbanizaciones planificadas. Su crecimiento se intensificó en la década de 1960 con la construcción de conjuntos residenciales, vías arterias y equipamientos públicos. Actualmente, presenta una mezcla de barrios tradicionales, zonas de vivienda multifamiliar y sectores de expansión como Los Bernal y Altavista.
Entre sus referentes urbanos están el cerro Nutibara, la unidad deportiva de Belén, la parroquia de Nuestra Señora de Belén, el parque biblioteca Belén y varios colegios y universidades. La comuna también cuenta con estaciones del Metroplús, que la conectan con el centro y occidente de la ciudad.
Belén limita al norte con la comuna 15 Guayabal, al sur con el corregimiento de Altavista, al oriente con la comuna 14 El Poblado y al occidente con la comuna 13 San Javier. Su diversidad topográfica y social le confiere un papel relevante dentro de la estructura urbana de Medellín.

## Corregimientos
El área rural del municipio de Medellín está conformada por cinco corregimientos: San Sebastián de Palmitas, San Cristóbal, Altavista, San Antonio de Prado y Santa Elena. Estos territorios representan cerca del 70 % del territorio municipal y desempeñan funciones ambientales, agrícolas y culturales fundamentales para el equilibrio urbano-rural. Cada uno cuenta con una Junta Administradora Local (JAL) y una inspección de policía.

### San Sebastián de Palmitas
Ubicado al occidente del valle de Aburrá, San Sebastián de Palmitas fue fundado en 1742 con el nombre de San Sebastián de la Aldea. Más tarde adoptó el nombre de Palmitas debido a las palmas de cera que pueden encontrarse en su territorio. Es el corregimiento más occidental y menos poblado de la ciudad. Limita con los municipios de San Jerónimo, Heliconia y Ebéjico, y con el corregimiento de San Cristóbal. Su geografía montañosa favorece cultivos en terrazas, y su economía se basa en la agricultura y el turismo rural.

### San Cristóbal
Fundado en 1752, San Cristóbal surgió como una población de paso entre Santa Fe de Antioquia y Rionegro, dos centros importantes durante la colonia. Es el corregimiento con mayor población, con sectores semiurbanos densamente poblados y áreas rurales con vocación agrícola y floricultora. Alberga parte del túnel de Occidente y de la central hidroeléctrica de EPM.

### Altavista
Altavista surgió por las actividades generadas en torno al camino de herradura que comunicaba a Medellín con los municipios del suroeste del departamento. Está ubicado entre la comuna de Belén y el municipio de La Estrella. Presenta topografía empinada y quebradas, con caseríos dispersos como Aguas Frías, La Perla y San Pablo. Su población mantiene tradiciones campesinas activas.

### San Antonio de Prado
San Antonio de Prado se desarrolló desde la época colonial. Fue corregimiento de Itagüí hasta que en 1903 se constituyó como municipio, aunque solo por cuatro años, tras los cuales pasó a ser corregimiento de Medellín. Es el corregimiento más poblado de Medellín. Su cabecera tiene características urbanas, con conjuntos residenciales y comercio, mientras que sus veredas mantienen una vocación rural.

### Santa Elena
Santa Elena fue un importante corredor de comunicación entre Medellín y los municipios del oriente antioqueño, así como otras regiones del país. En 1987 fue elevado a la categoría de corregimiento. Su territorio hace parte de la Reserva Forestal Protectora del Nare y alberga el Parque Arví, uno de los principales destinos turísticos y ambientales del municipio. Su economía se basa en la floricultura, la conservación ambiental y el ecoturismo.